# Fuentelcésped
Fuentelcésped es un municipiosituado en la provincia de Burgos, en la comunidad autónoma de Castilla y León (España), comarca de la Ribera del Duero, partido judicial de Aranda, cabecera del ayuntamiento de su nombre.

## Geografía
Tiene un área de 22,424 km² con una población de 270 habitantes (INE 9876) y una densidad de 36432 hab/km².
La Villa de Fuentelcésped pertenece a la provincia de Burgos. Se encuentra en pleno corazón de la comarca burgalesa de la Ribera del Duero a 90 km de Burgos y a 10 km de Aranda de Duero.
Pertenece al partido judicial de Aranda de Duero.
Se accede por la autovía A1, de la cual está a 4 km y a 150 km de Madrid. 
Autovía del Norte A-1 de Madrid a Irún.

## Monumentos y lugares de interés

### Iglesia de San Miguel Arcángel

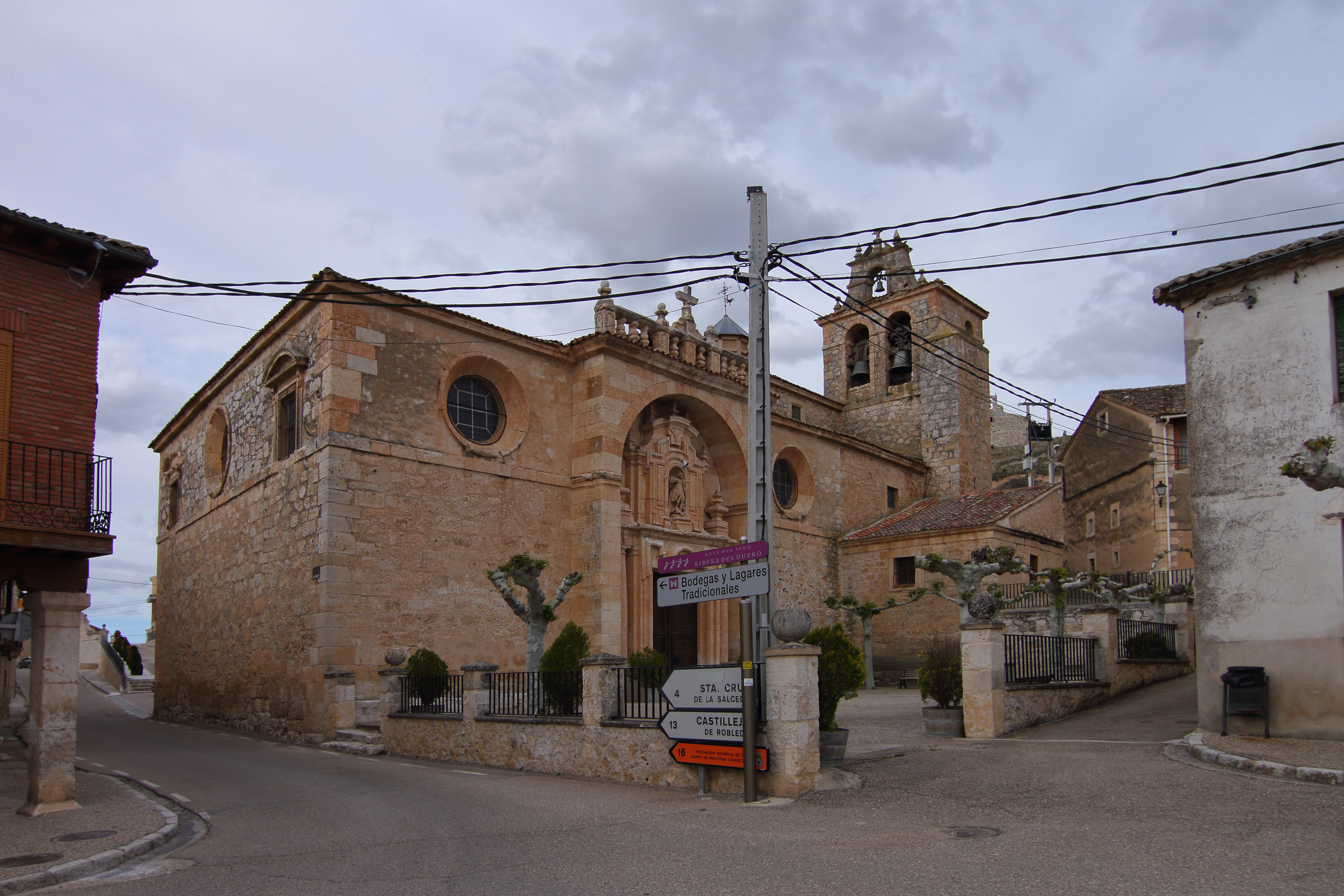
Iglesia de San Miguel Árcangel

Iglesia barroca, construida sobre una anterior en el siglo XVII. Se trata de una iglesia de planta de salón, de tres naves (La mayor más ancha que las de los laterales), coro con órgano Barroco, capilla de la Soledad en la cara norte, capilla Mayor con retablo Barroco en el Presbiterio y sacristía Barroca en el lado sur. Torre-Campanario del siglo XVII que contiene 6 campanas fechadas entre 1716, 1732, 1745, 1758, 1877 y 1980. (Inventarios de Campanas de Fuentelcésped: 
Un grandioso templo construido sobre otro más pequeño del medievo, al quedarse este pequeño ante el gran aumento de las población que experimento la Villa a mediados del siglo XVII. La portada se cobija bajo un arco que remata en una curiosa balaustrada, la torre, situada de cabecera, se corona con una pequeña espadaña. 
Los grandes óculos que se asoman en la fachada y el cementerio con sus árboles componen una estampa poco corriente. Se puso la primera piedra, en la capilla mayor el 12 de junio de 1653, acabándose la parte fundamental del templo en 1663 ( La capilla Mayor y presbítero, las tres naves, el coro y la torre), siendo costeada su construcción por los vecinos de la Villa tanto con su trabajo como con su dinero;
En el interior podemos contemplar:
- El Órgano Barroco de 1753 ( a imitación del de El Escorial), construido por Manuel Pascual.
- El coro, al que se tuvo que ampliar una pequeña tribuna lateral al colocar el nuevo órgano.
- Dos Puertas: la principal con su dintel y la del norte por debajo del órgano.
- Sacristía: con una gran cajonería de nogal una serie de imágenes procedentes de la ermita de Santa Bárbara.
- Vidrieras: un total de trece y cuatro "ojos de buey".
- La capilla de la Dolorosa: con un retablo barroco de 1744, en el que nos encontramos "La Virgen de los Dolores", "el Cristo de la Cama", "El Cristo de la Columna", "La Resurrección", entre otros.
- Además, otros seis altares: dedicados a San Miguel Arcángel, San Ramón Nonato (1744), San Roque, La Inmaculada, La Virgen del Rosario, el de la Cruz de las Reliquias.
- El altar Mayor: se trata de un retablo de 1674, en el centro del mismo nos encontramos a San Miguel Arcángel y a ambos lados San José y la Asunción.

### Otros monumentos
- Ermita de Nuestra Señora de Nava

Esta ermita fue construida a principios del siglo XVIII por Antonio García y Diego de Arce. El recinto contiene una bella imagen gótica de la Virgen de Nava. Formada por un crucero, espaldaña, una sola nave, coro, sacristía, bóveda de ladrillo, tres retablos barrocos y púlpito. Los retablos laterales dedicados a San Antonio de Padua y San José. En el centro está el retablo mayor de Nuestra Señora de Nava de 1720.
- Humilladero

Lugar devoto para fomentar la piedad de los viajeros; este humilladero fue construido en 1618 por Benito Martínez y su Mujer Magdalena Ramírez, según reza en el pedestal que sujeta la columna. El humilladero está formado por dos piezas: el crucero y una estructura de protección o templete. La primera es una columna toscana, elevada sobre tres gradas, sostiene una cruz en cuyas caras aparecen la imagen de Cristo crucificado y de la Inmaculada en la otra. El templete presenta cuatro gruesos estribos que sustentan un tejado de suaves vertientes, cuyas vigas llegan a formar un pequeño artesonado. 
- Ermita de Santa Bárbara

Adosada al Camposanto. De una sola nave, del siglo XVII, tiene un campanillo de 1758. Ha sido recientemente restaurada.
- La Fuente Grande

Construida en el año 1783, consta de dos caños de diámetro ridículo respecto de su longitud y dimensiones de fachada y un pilón enorme con siete piedras, con su propio registro. Nunca ha conocido merma en su caudal. Podían abrebar en ella cómodamente hasta 30 caballerías (según refieren las crónicas).

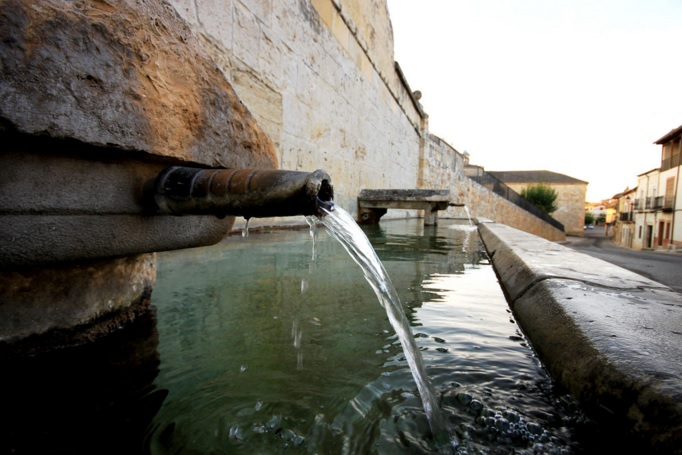
Vista de la Fuente Grande

- LavaderoLas pozas o lavaderos

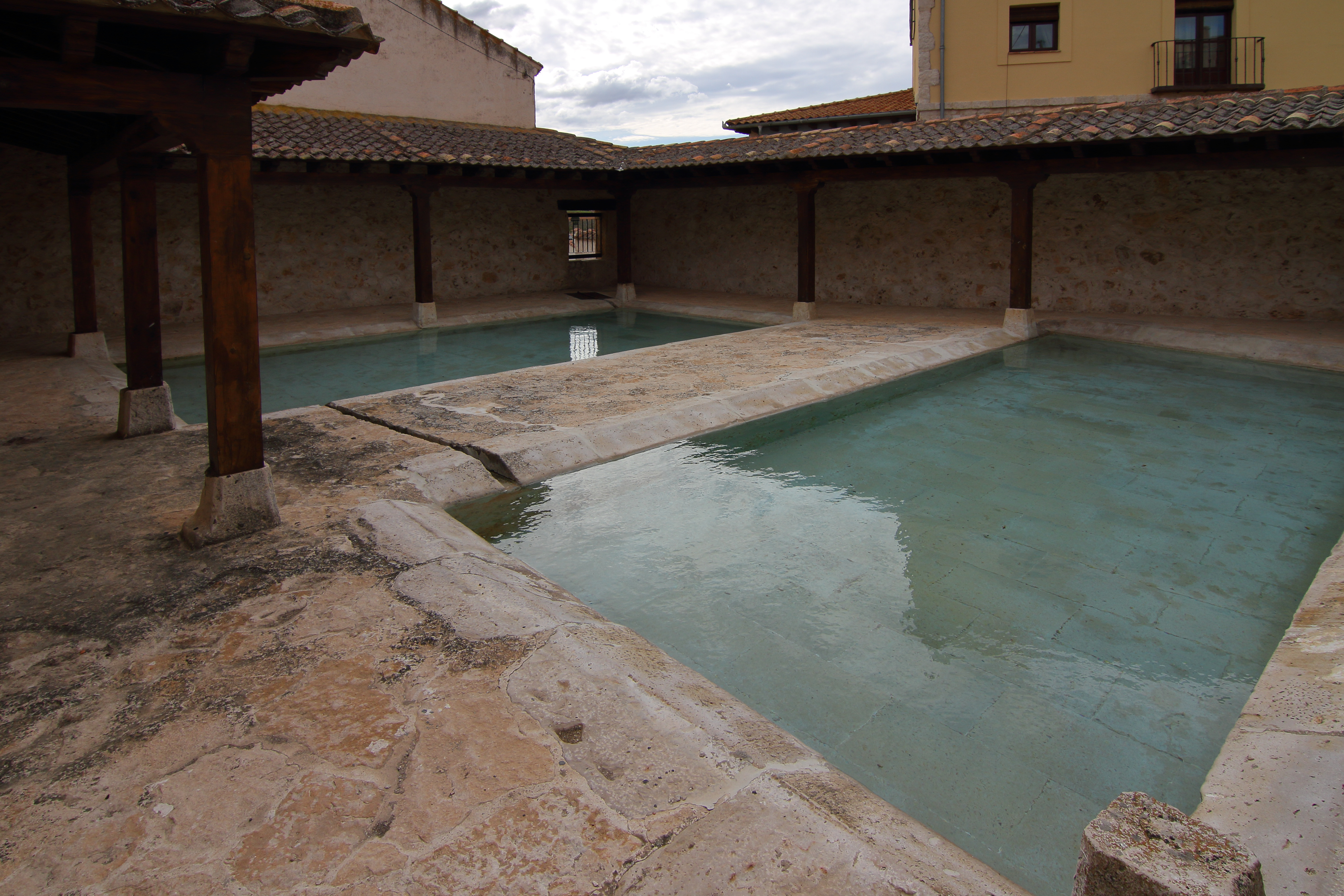
Lavadero

Lugar donde antes se lavaba la ropa; construidas en el año 1783, su agua procede de la fuente; una de las pozas era para lavar la ropa y el otro para aclararla, están cubiertos por tejado para protección de las lavanderas; han sido restaurados hace poco años.
- Casa consistorialEl Ayuntamiento

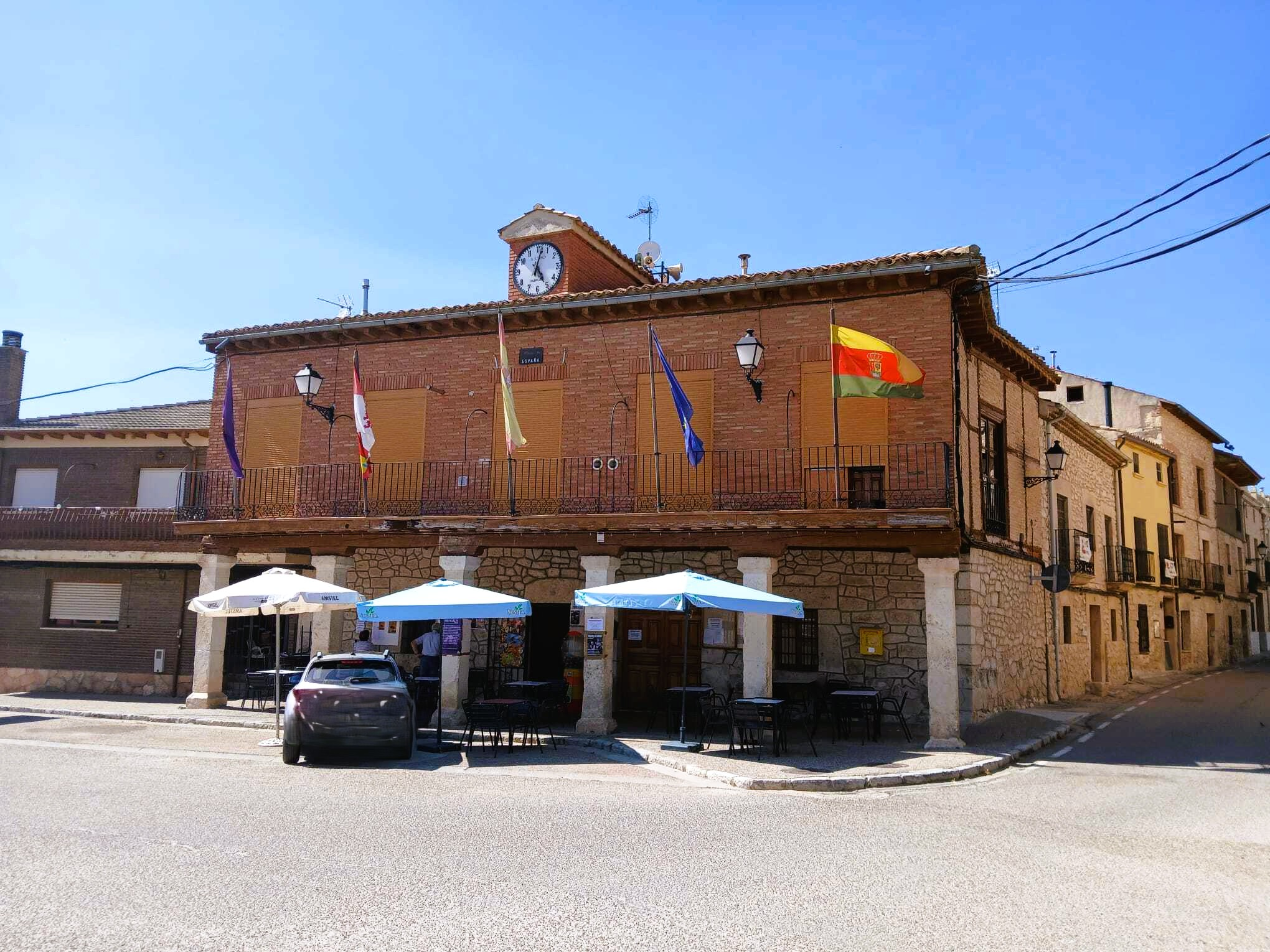
Casa consistorial

Amplio edificio de dos alturas que preside la plaza del pueblo. Data de la segunda mitad del siglo XVII. La planta baja soportada mediante cinco pórticos y zapatas de madera que se apoyan en pilastras; y la planta superior, frenteada con ladrillo visto sobre cuya fachada vuela un balcón.
- El mayo

El Mayo ubicado en la plaza Mayor es un tejado sostenido por cuatro columnas de hierro, rodeado de una reja con puerta, en cuyo interior se coloca una cruz de madera el día 3 de mayo, como símbolo de protección para las cosechas (cereal y viñedo), que se retira una vez han concluido las labores de la vendimia.
- Bodegas subterráneas

Comenzaron a construirse en el siglo XII, gracias al esfuerzo de los habitantes del municipio que excavaron las cuestas llegando a formar un gran número de galerías subterráneas. Se sabe que fueron utilizadas 75 bodegas, destacando en la actualidad entre otras “La Cerca”, "La Beata", "Los Cabilas" y “El Cura”. En todas ellas no falta un buen vino de cosecha propia.
En la actualidad muchas de ellas están abandonadas debido al nuevo modelo de vida, pero aun así forman parte del patrimonio cultural y arquitectónico de esta gran Villa.
- Lagares tradicionales

Edificios de piedra donde se realizaba el pisado y prensado de la uva. Hoy, muchos de ellos se vuelven a utilizar pero en merenderos. Algunos de ellos aun conservan el postigo o puerta de descarga, la pila de la uva y la del mosto, la viga, el pilón, el husillo.
- Las casas

La Villa de Fuentelcésped tiene un importante conjunto de arquitectura popular, bastante diferenciada de las construcciones de la comarca ribereña. Múltiples edificios poseen grandes solanas con vigas de madera labrada o con rejas de protección; también destacan las casas con balcones volados.
- Los palomares

Los palomares son un bello ejemplo de la arquitectura popular, y además la cría de palomas fue una actividad que contribuyó a la economía doméstica, debido a que los pichones eran un plato básico de la dieta cárnica, y además la palomina (las heces) era un abono muy eficaz para huertas y tierras.
La actividad en los palomares hoy en día está extinguida, sin embargo todavía quedan varios palomares que aún siguen en pie, y que a pesar de no ser explotados, son testimonio de las actividades que, en otra época, fueron vitales para la economía doméstica y para la subsistencia de los habitantes de la Villa. 
Los palomares no servían únicamente para la explotación aviar, también eran utilizados como refugio (durante las tormentas), y como almacén (se guardaban algunas herramientas de labranza).
En la actualidad los palomares y su actividad forman parte del patrimonio material e inmaterial de nuestra Villa.

## Cultura

### Semana Santa
- Jueves Santo

Después de los oficios hay que destacar la procesión, con un penitente que viste con una túnica morada, la corona de espinas y la cruz hueca (como Jesús). A su lado, van dos cirineos y a lo largo de la procesión hace las tres caídas.
También van el Cristo de la Columna, y la Virgen de los Dolores, transportados cada uno en andas por cuatro "capuchones" en cada anda, y a su lado va un hombre cantando "la pasión" de Lope de Vega del siglo X y un niño tocando la carraca.
- Viernes Santo

Después de los oficios se celebra la procesión llamada del "Santo Entierro", en la cual los niños y niñas de dos a cinco años, salen en procesión vestidos de nazarenos portando una "insignia" que simboliza todo el proceso de la pasión (gallo, clavos, esponja, escalera, etc.). Además de los nazarenos pequeños, admiramos al nazareno grande, que porta la Cruz Verde. 
En este día se sacan las imágenes del "Cristo de la Cama", portado por seis capuchones, y la Virgen Dolorosa, portada por cuatro. Las imágenes van acompañadas de trompetas, tambores y cornetas.
Todo ello se realiza con la puesta de sol, lo que crea un ambiente de auténtica pasión.
- Sábado Santo

A las 22:00 se celebra la misa de resurrrección o de gloria, donde se quema un muñeco de paja como símbolo del renacer de Jesús
Este sábado tiene lugar la fiesta de los "Quintos", (jóvenes que han cumplido los 18 años el pasado año), estos invitan al pueblo a una noche de fiesta, donde la música de orquesta y la limonada corren a cuenta de los "Quintos". Al amanecer los Quintos pingan la Viga, un chopo previamente cortado y pelado en enero, en el atrio de la iglesia de San Miguel. Es una de las tradiciones que a pesar del elevado éxodo rural, se ha mantenido con éxito.
- Domingo de Resurrección

Antes de la misa se hace la procesión del "Cristo Resucitado", en la cual se sacan las imágenes del Cristo Resucitado y de la Virgen del Rosario, que son portadas por los "Quintos" correspondientes del año.

### Fiestas patronales de la Virgen de Nava

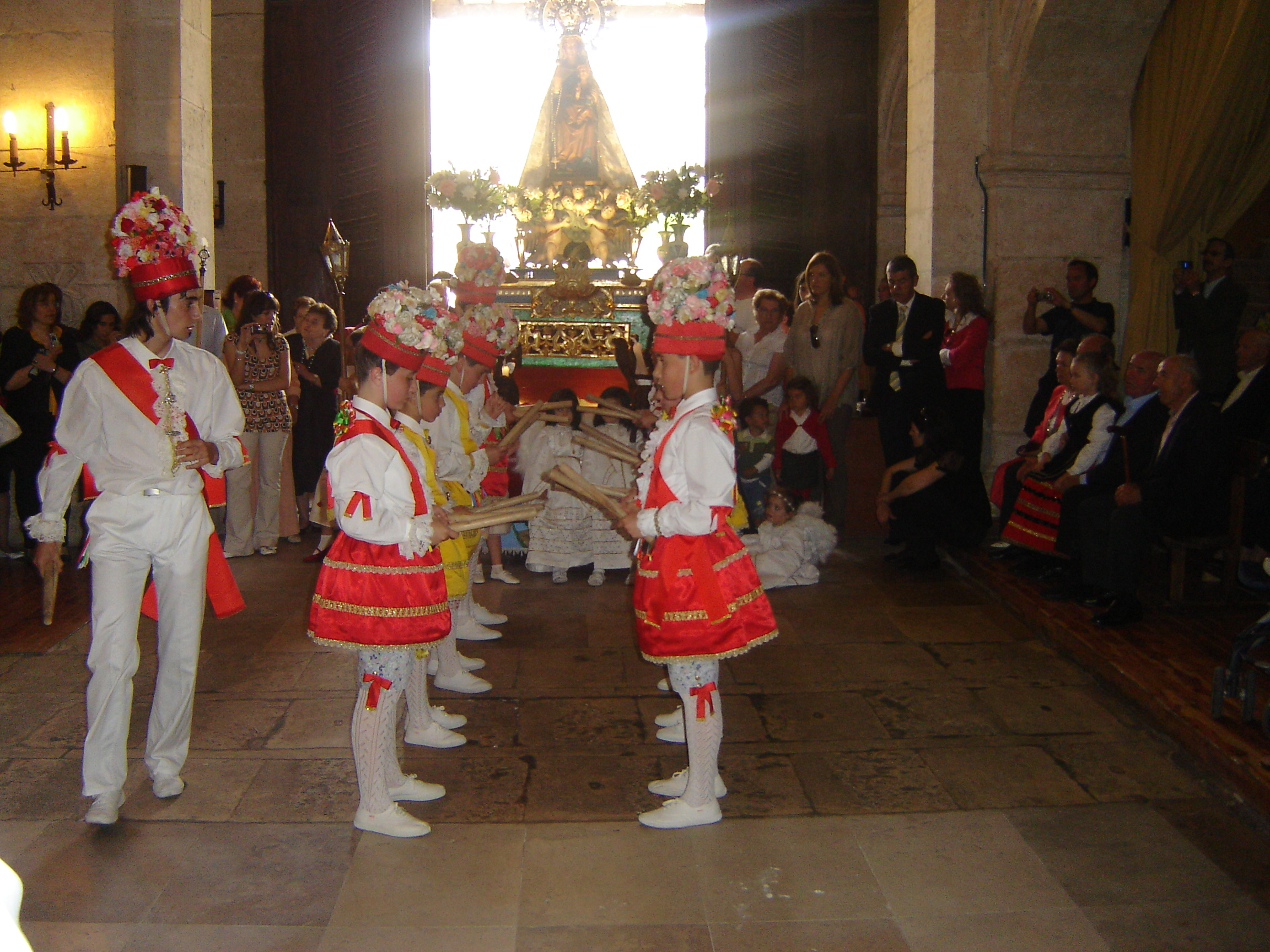
Danzantes en el día de San Antonio, año 2008

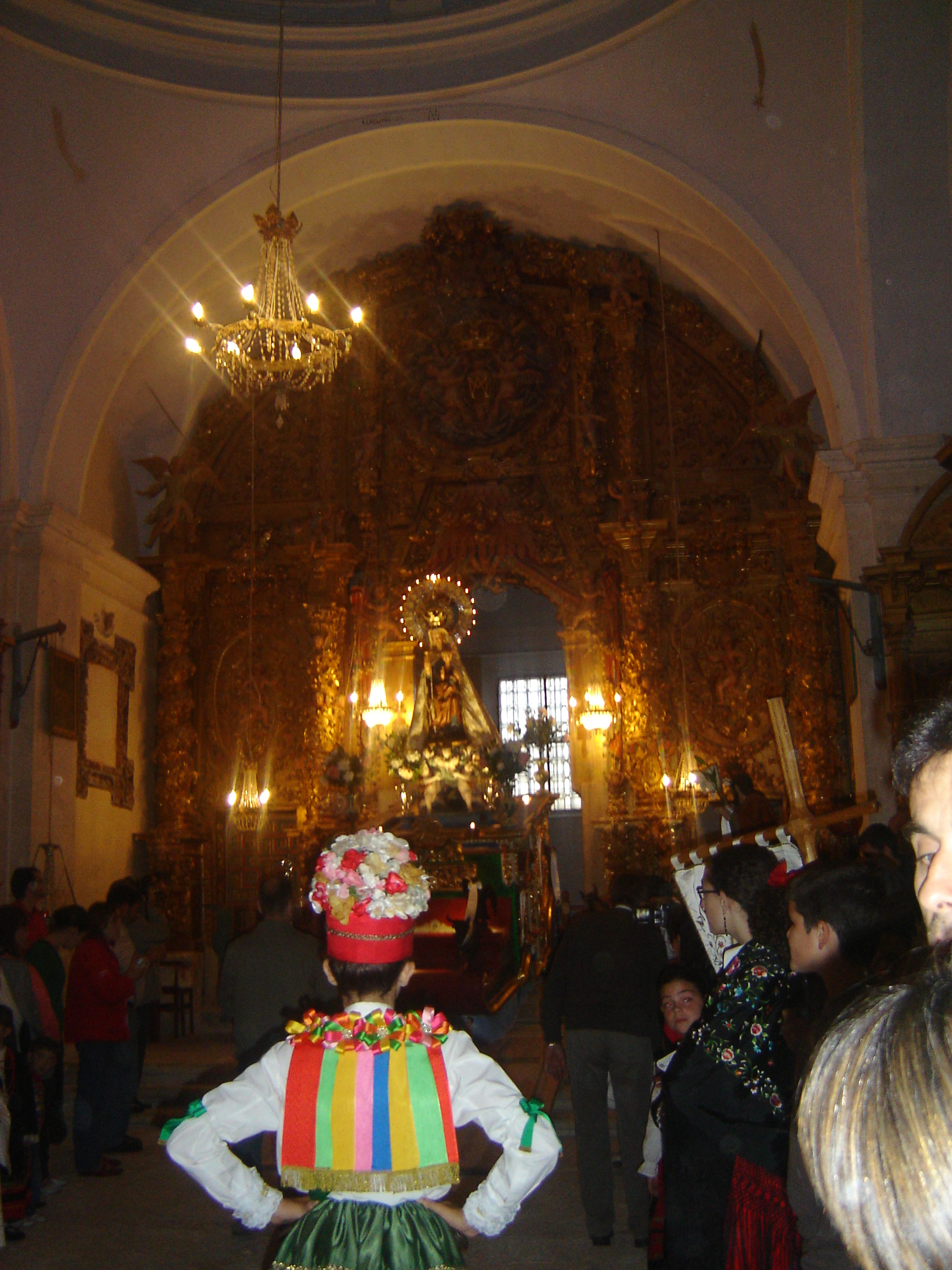
Danzantes en el día de "la traída", año 2008

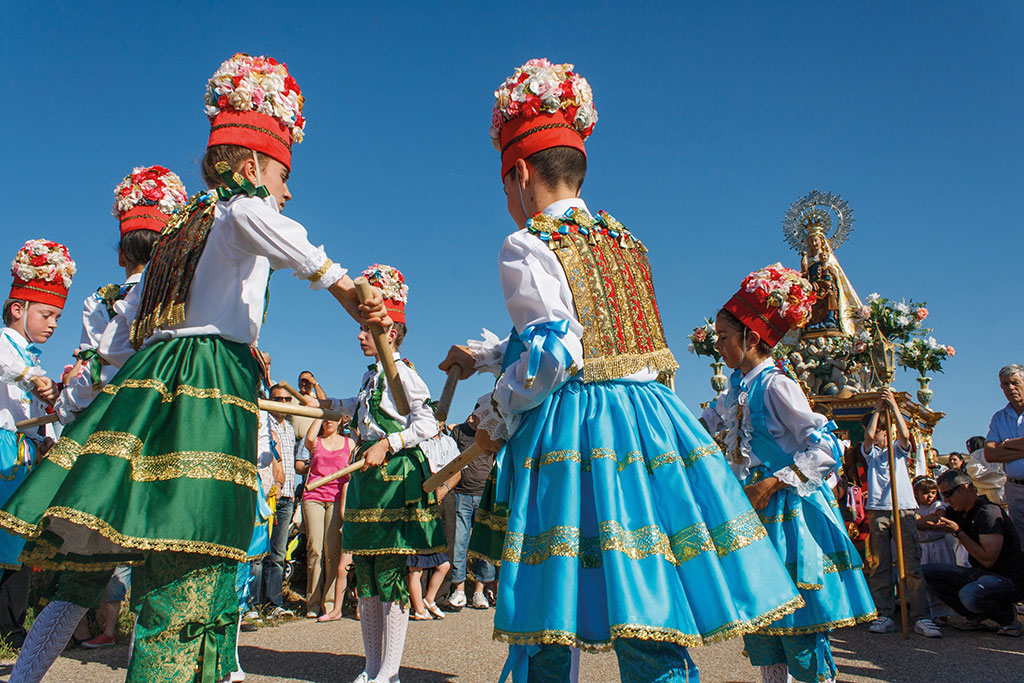
Danzantes en el día de "la llevada", año 2014. Lucen los "trajes nuevos", confeccionados en el año 2013

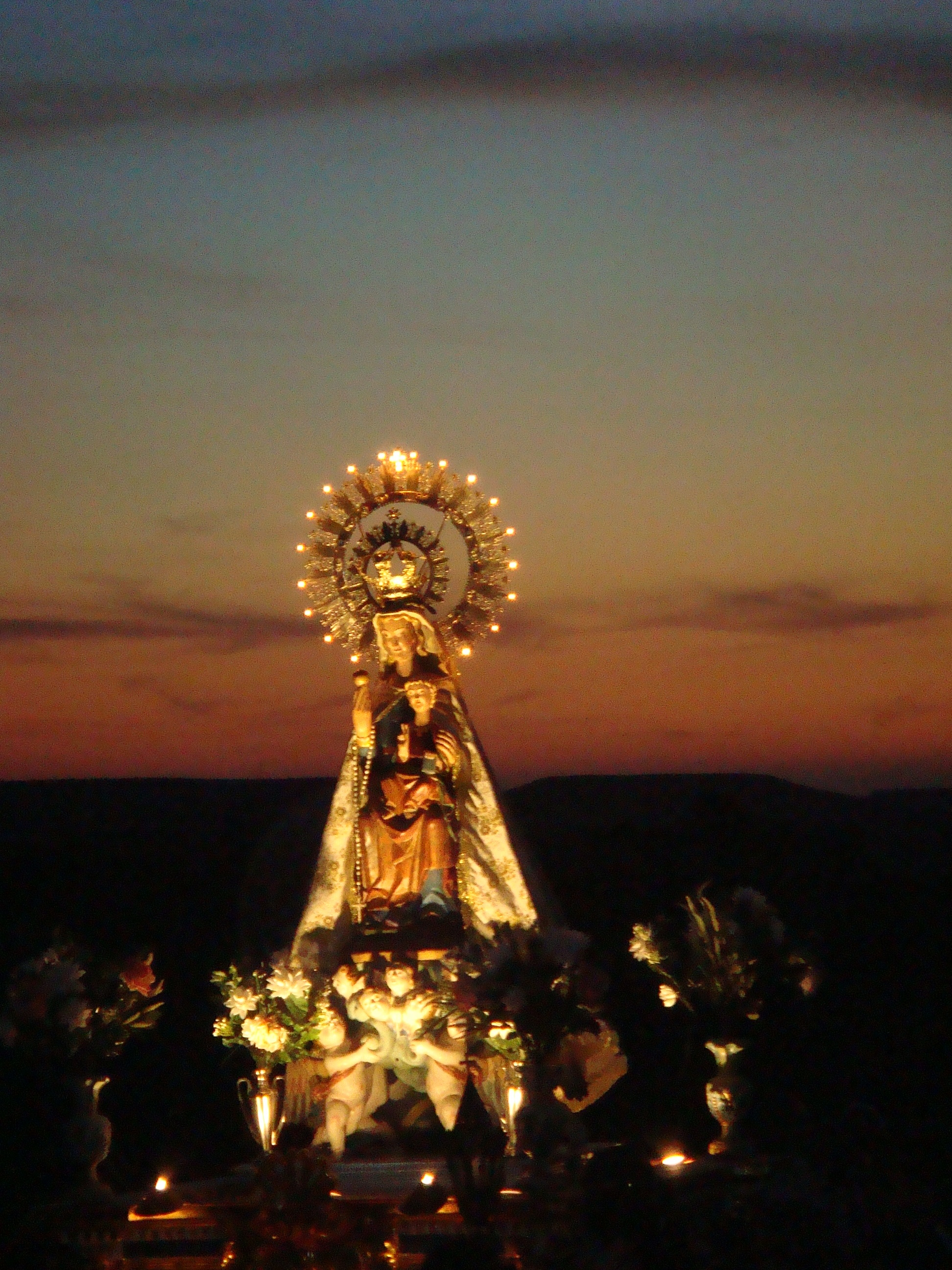
Procesión de la Traída en pleno anochecer. Villa de Fuentelcésped

El domingo más cercano al día de San Antonio, 13 de junio. La Tradicional traída y llevada de la Virgen, con su célebres danzantes, de origen del siglo XVII. Es muy popular en la comarca y declarada de Interés Turístico Nacional. Ocho niños ataviados con sombreros de flores bailan con palos y castañuelas al son de la dulzaina

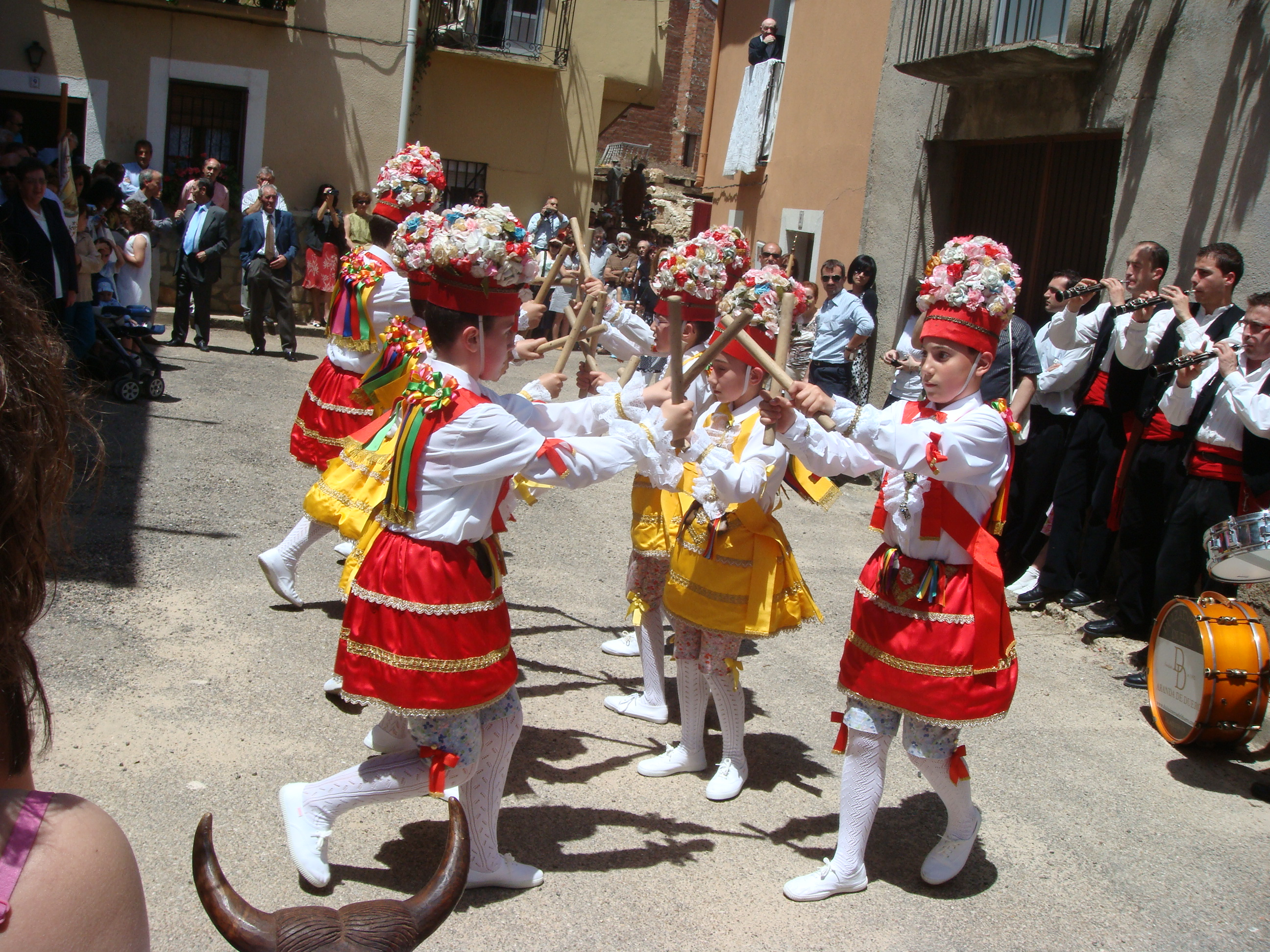
Danzantes de Fuentelcésped en el día de San Antonio, año 2008

A partir del mes de enero ya se empieza a sentir en el pueblo de Fuentelcésped los preparativos de sus fiestas. Los mayordomos de la Virgen de Nava invitan a las personas, que han de ser "zarragón", "danzantes" y "angelitos", que van a participar en los distintos actos de la fiesta.
A partir del segundo fin de semana de marzo empiezan los ensayos de las danzas y así hasta el día de la fiesta.
El "zarragón" es un joven que ha sido antes danzante, cuya misión es enseñar el paloteo y la perfecta ejecución de las danzas a los danzantes y también de guiarles si se confunden el día de la fiesta, cuidando además de que la gente se separe lo suficiente para no molestarles, ayudándose para esta misión de una tralla simbólica.
Los ocho danzantes se eligen entre niños/as de edades comprendidas entre nueve y catorce años, buscando más el acoplamiento del niño y el traje, que la perfecta ejecución de las danzas. De los ocho danzantes, cuatro van a ser "guías" del resto de los compañeros, colocándoles en las cuatro esquinas de la formación.

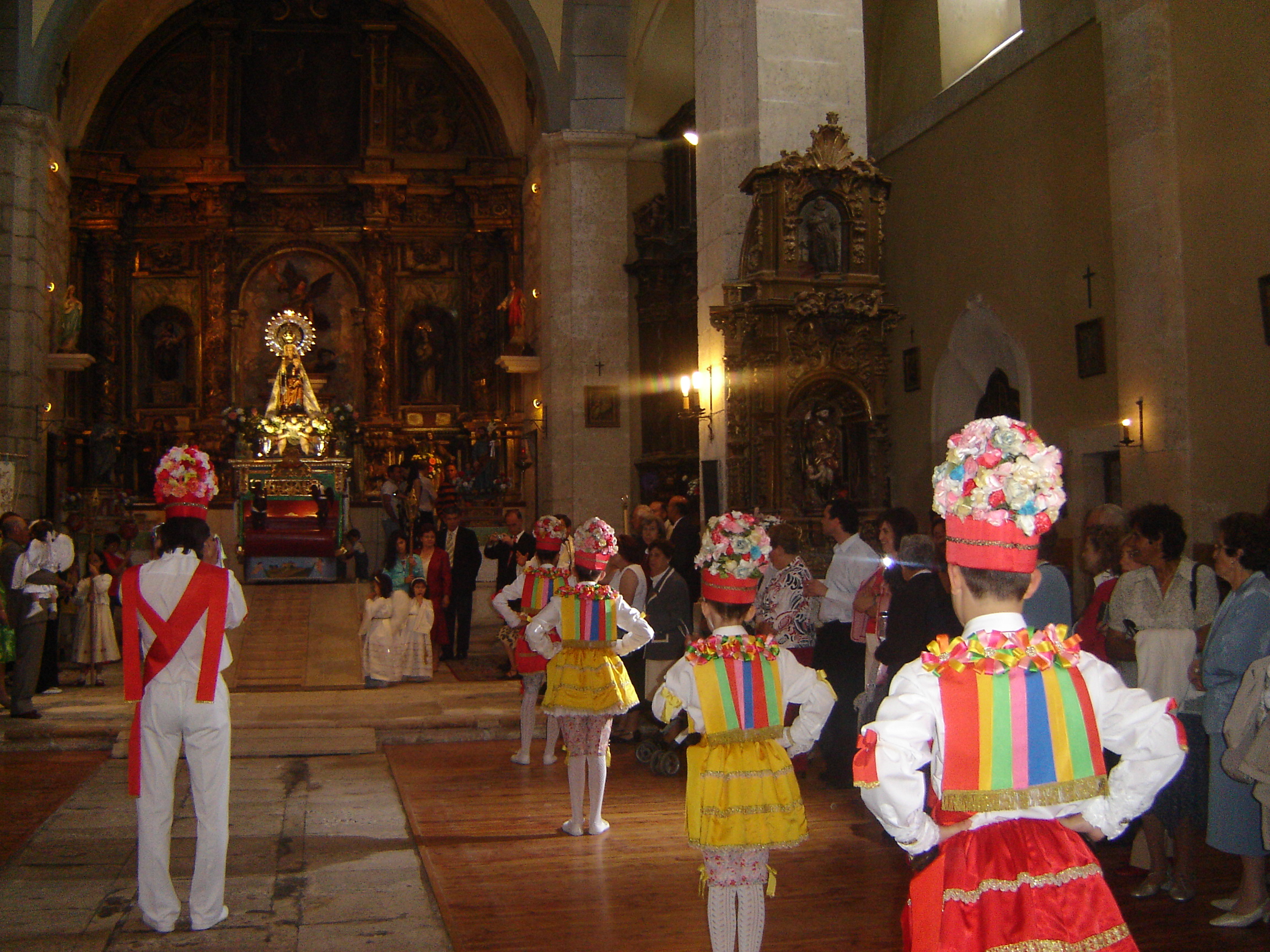
Bajada de la Virgen de Nava en el día de San Antonio, año 2008. Villa de Fuentelcésped

El domingo anterior de la fiesta, en el Ayuntamiento se sortea entre las cuadrillas quien ha de llevar los santos y la carroza de la Virgen. Quince días antes se preparan las típicas rosquillas "de cañada", rellenas de miel, chocolate y piñones que adornarán el ramo que un devoto dona a la Virgen para su posterior sorteo.
También hay que destacar la labor de las Mujeres del pueblo, ya que gracias a ellas la fiesta puede celebrarse. Ellas se ocupan de vestir a la Virgen de Nava, de limpiar la carroza, los altares, la ermita y la iglesia; también lavan las sabanillas y limpian alfombras, jarrones y candelabros; por si esto fuera poco también hacen de floristas y en la madrugada de la traída preparan ramos y centros de flores con las flores que se le han regalado a la Virgen de Nava en la ofrenda, cuidando así los tonos y el espesor de los ramos, para que la iglesia quede perfecta.

### Sendero interpretativo
El sendero interpretativo de Fuentelcésped, parte de un camino próximo al frontón municipal y continúa hasta la antigua estación de trenes, donde se ha habilitado un cómodo aparcamiento. Allí podrás encontrar un panel informativo que te introducirá en el recorrido y en el cual se mostrarán los aspectos más relevantes de la villa de Fuentelcésped y de la ruta a seguir (longitud, desnivel, duración, dificultad y plano informativo), incluyendo las normas del visitante.
El sendero recorre el bosque y los viñedos en las inmediaciones de la localidad de Fuentelcésped, a través de varias paradas interpretativas indicadas con sus respectivas señales y que se pueden seguir fácilmente mediante el uso del cuadernillo o guía de interpretación que puedes descargarte en 
1. Libro Guía

1. Tríptico

1. Mapa

### Oferta turística
Antigua Casa del Ermitaño. Su origen data de primeros del siglo XIX.
Situado junto a la ermita de Nuestra Señora de Nava, a 2 km del pueblo. 
Su privilegiada situación entre los campos de viñedo hacen de éste albergue un lugar idóneo para descansar entre la naturaleza.
Se trata de un edificio rehabilitado que consta de tres plantas:
- En el sótano hay una pequeña bodega
- En la Planta Baja se encuentra el hall, un comedor, una cocina totalmente equipada, una sala de usos múltiples, 2 servicios (uno de ellos para discapacitados) y un dormitorio con 2 literas.
- En la Planta Primera está la habitación principal formada por 10 literas y unos servicios.

El albergue tiene una capacidad de 24 plazas. Y dispone de calefacción y agua caliente.Su excelente situación geográfica permite programar excursiones a zonas de importancia histórica, cultural, arquitectónica, natural y turística como son:
- Parque natural de las Hoces del Río Riaza.
- Parque natural de las Hoces del Río Duratón
- Cañón del Río Lobos
- Pantano de Linares a 11 km.
- Ruinas de Clunia a unos 40 km.,
- Federación Española de Caza. Campo de Prácticas Cinegéticas. A 16 km.
- Pueblos de interés turístico: Maderuelo, Caleruega, La Vid, Peñaranda de Duero, Ayllón…
- Red de Senderos de pequeño recorrido de la Ribera del Duero Burgalesa. www.riberadeldueroburgalesa.com
- Burgos a 98 km.
- Madrid a 160 km.

En la localidad de Fuentelcésped se puede visitar la iglesia parroquial, la ermita de la Virgen de Nava, el Humilladero, las Pozas, bodegas… Pasear por sus calles observando la arquitectura de sus casas caracterizadas por las solanas. Y realizar el Sendero Interpretativo Autoguiado “La Dehesa”

## Demografía
Fuentelcésped cuenta con una población de 275 habitantes (INE 2024).
| Gráfica de evolución demográfica de Fuentelcésped entre 1842 y 2021 |
| |
| Población de derecho según los censos de población del INE. Población de hecho según los censos de población del INE.En este censo se denominaba Fuente el Césped: 1842. |